# Hermenegildo Vicent Ragüés
Hermenegildo Vicent Ragüés (Gayanes, Alicante, 22 de enero de 1914-Vernouillet, Francia, 1999) fue un militar valenciano, exiliado político y uno de los supervivientes españoles del campo de concentración de Mauthausen-Gusen.

## Biografía
Desempeñaba el oficio de pulidor hasta el inicio de la guerra civil española. Durante la guerra civil formó parte del ejército republicano siendo ascendido al rango de sargento de infantería el 26 de diciembre de 1937. Cómo músico formó parte de la banda de música de Gayanes tocando el clarinete. Fue compositor del pasodoble Jazz Florida que ideó en el propio frente de batalla.
Ingresó en el campo de concentración de Mauthausen-Gusen el 6 de agosto de 1940 con el número de prisionero 3349. Sobrevivió a su cautiverio durante casi cinco años, siendo liberado el 5 de mayo de 1945 con un peso de tan sólo 38 kg. 
Posteriormente se vío obligado a exiliarse en Francia, dada su ideología anti-franquista. Se le autorizó a volver a su casa el 19 de julio de 1955 pero únicamente por periodo de un mes. Durante la dictadura franquista realizó otras visitas a su localidad, siempre bajo la vigilancia de las fuerzas de seguridad.
Falleció en 1999 en la localidad francesa de Vernouillet, cerca de París. Sus restos descansan en su localidad natal, por deseo propio.
El 25 de septiembre de 2021 la Generalidad Valenciana y el ayuntamiento le rindieron un homenaje colocando dos placas conmemorativas en su casa situada en la calle del Forn.